# 王明道
王明道 （1900年7月25日—1991年7月28日），原名王永盛，男，北京人，中國基督教自立教會的代表人物，主張基要神学，否定教會中所有講虛構道理，迷惑信徒的人，對後來的華人教會有重要影響。他主张政教分离，故而无论是日占北平时代，或者1950年代三自运动发展的时候，他都不愿意妥协或加入任何他认为“与政治相关”的宗教团体。因而在镇反运动时期被捕入獄多年。

## 生平
王明道原籍不詳，父親名叫王子厚，壯年來到北京，在北京美以美會所辦的同仁醫院中幫忙，成為中國醫士。母親李文義。二人是基督徒，倫敦會會友。
1900年义和团事件爆發，外國人和很多的中國基督徒在北京东交民巷使馆区内避難，王子厚夫妻也在其中，當時二人有一女兒，王夫人身懷王明道已經身重。王子厚恐懼被攻陷后會遭遇痛苦殘殺，于6月22日自盡身亡。王夫人于7月25日在避難處生下一兒，名為“鐵兒”。
庚子之乱结束以后，其母带着姐弟三人艰难度日。王明道幼年娇纵任性，但性喜读书。在入小學時起學名王永盛。1918年入协和大学，一年后因校际争执而辍学。1919年到保定烈士田学校教书。1920年改名王明道。1921年，王明道因受浸被迫离校回家。1924年开始家庭查经班。此后直到1949年，20多年间，每年有半年時間到外地讲道。
王明道嫉恶如仇，放胆直言。他最认同耶利米先知因为根據聖經《耶利米書》記載，耶利米在当时的社会里面斥责罪恶，也同时攻击那些假先知。王明道批評最多最猛烈的，是持自由神学立場的信徒。
他很注重信徒圣洁的生活，而且除了读圣经以外，也应该「读书，读事，读人」，意思就是也要读一般的书，在一般知识要丰富，然后要「读事情」，对发生的事情认真地去「读」。然后要「读人」，就是对一些人的生平事迹，榜样鉴戒，要去读他们。那些过去管理，治理我们的，要留心看他们的榜样，这些是王明道所强调的。
1933年2月19日，王明道借隆福寺社交堂开始设立聚会，4月23日迁至炒面胡同，1935年定名基督徒会堂，到1937年8月1日，才正式在史家胡同42、43号建成的基督徒会堂聚会。王明道在教会路线上强调，「教会是重生的团契，所以要生命改变的人，才可以行浸礼」。他认为教会要尽量地简朴，因此他的聚会没有诗班，不用牧师的头衔，不搞募捐，不传奉献袋。也不庆祝圣诞节，他认为庆祝圣诞节是没有意义的。不隨便请外人来讲道，不参加社会关怀，不参加教会的合一运动。比起别的一些复兴教会的布道家来，王明道在教会发展上没有很多拓展，他在北京史家胡同的基督徒會堂规模始终不大，受浸的人不多，到1949年底有七八百人聚会。
1942年10月10日，他正式拒绝参加“华北中华基督教团”。因此他也受很多恐吓跟灾难。1952年控诉大会时他被人控诉。1955年8月7日，在镇反运动中，王明道和妻子刘景文第一次以『反革命份子』罪名被捕，史家胡同42、43號的『基督徒會堂』也遭充公。
1956年，王明道在监狱里写悔过书，9月29日被释放出来。出来以后极其痛苦，再次声明反对三自运动，1958年4月29日王明道，刘景文夫妇又再次被捕入狱，王明道后来被判无期徒刑，刘景文被判十五年徒刑。1973年，刘景文刑期已满，但直到1977年才被释放返家。1980年1月9日，王明道在入狱22年后被释放，住到上海长子王天铎住所。
1991年7月28日去世，享年91岁。

## 家庭
妻子刘景文。长子王天铎。

## 《靈食季刊》
1925年，由於南京《灵光報》拒絕刊登王明道的投稿，因此他自資出版期刊《灵食季刊》（1927年）。該刊內容主要是討論聖經要道，基督徒生活以及護教等問題。發行遍佈及全中國，每期刊印量二千本。
該刊中刊登的多是王明道自己的文章，例如〈現代教會的危險〉（1932年）、〈重生教義〉（1933年），文章內容主要針對自由神學。
日本侵華期間，日軍要求王明道在《靈食季刊》上刊登四條標語，並將刊物交由日軍檢查。王明道拒絕刊登標語，仍繼續出版《靈食季刊》，沒有因拒絕刊登標語而被干預（見《靈食季刊》1950年(第24年)，文章《你們給他們吃吧》頁63-66）。
1950年以後，《靈食季刊》繼續出版，發表在新中國下生活的見證，並在文章中與當時的三自愛國运动領袖如吳耀宗、崔憲祥、丁光訓等進行辯論，发表过《真理呢，毒素呢？》、《我们是为了信仰》等著名文章。

## 評價
- 「在人格上的高潔和耐力方面，以及影響的範圍和建設性上，王明道應被認為‘三勇士（楊紹唐、倪柝聲和王明道）之最。」——賴恩融著《中國教會三巨人》[1]
- 「王明道是一位最受一般中國信徒尊崇的人物。」——吳利明著《基督教與中國社會變遷》[2]
- 王明道是「中國人民的罪人，教會的罪人，歷史的罪人」——三自委員會機關刊物《天風》周刊，1955年。[3]
- 「感謝神，在宣教運動極盛時期，中國出現了一批本色化的地方教會領袖。他們都是赤手空拳，不在外國差會領一分錢，靠著福音的大能建立起了符合中國國情的地方教會。如，王明道的基督徒會堂成了一個健強自立教會的榜樣；倪柝聲的聚會處從零開始，成了中國教會史上最有活力和增長最快的教會之一；敬奠瀛的耶穌家庭在當時環境中把信仰和生活完全融合在一起了。這些本色化的地方教會給當今中國的基督教運動提供了模式上的借鑒。」——三自委員會機關刊物《天風》月刊，1994年（去世後三年）。[4]

## 著作
- 《真理呢，毒素呢？》，《靈食季刊》
- 《我们是为了信仰》，《靈食季刊》
- 《五十年來》(My Fifty Years)，王明道。香港晨星书屋，1950。
- 《又四十年》(The Last Forty Years)，王长新。Canada Gospel Publishing House，1997。
- 王明道文库精选 （页面存档备份，存于）

## 相关文章
- 袁相忱：憶神僕王明道先生，《中國與教會》第86期第11页，1991年11-12月
- 林荣洪：《王明道与中国教会》，中国神学研究院出版，1982年8月

## 参看
- 石美玉
- 賈玉銘
- 劉廷芳
- 宋尚節
- 倪柝聲
- 王載
- 林献羔
- 袁相忱
- 王国显
- 中國自立教會
- 三自教會